# Список произведений Джорджа Гершвина

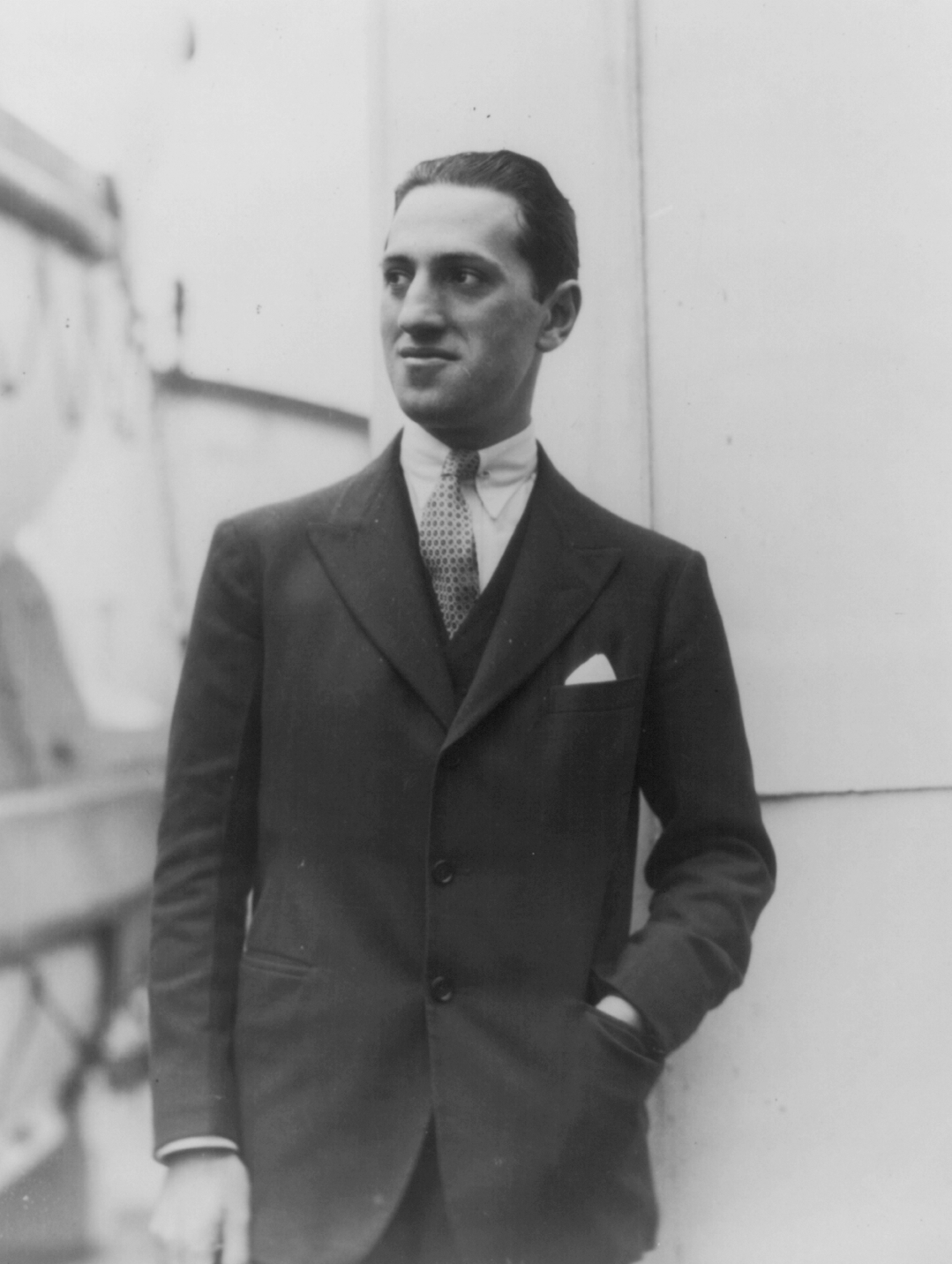
Джордж Гершвин

Список произведений американского композитора Джорджа Гершвина включает 15 классических сочинений, 22 фортепианные пьесы и прелюдии, музыку к различным кинофильмам, театральным постановкам и шоу, а также многочисленные эстрадные песни.
Джордж Гершвин начал композиторскую деятельность в раннем возрасте. С 16 лет он подрабатывал в качестве пианиста-продавца в музыкальных салонах Бродвея и тогда же сочинил свои первые эстрадные песни. Со своим старшим братом Айрой Гершвином он в общей сложности написал около 300 песен, в их число входят такие хиты, как «Фантастический ритм» (англ. Fascinating Rhythm), «Суони» (англ. Swanee), «Я поймал ритм» (англ. I Got Rhythm) и многие другие. Начиная с 1920-х годов Гершвин вплотную занимался написанием музыки к театральным постановкам и мюзиклам, из которых широко известны, к примеру, «Леди, будьте добры!» (англ. Lady, Be Good!), «Розали» (англ. Rosalie), «О Тебе пою» (англ. Of Thee I Sing) и другие.
Помимо популярной музыки Гершвин увлекался и классическими произведениями. Его первая одноактная опера «Голубой понедельник» была написана в 1922 году. За ней последовали такие крупные оркестровые работы, как «Рапсодия в стиле блюз» (1924), Концерт для фортепиано с оркестром фа-мажор (1925), симфоническая поэма «Американец в Париже» (1928) и другие. Последним и одним из самых известных сочинений Гершвина стала опера «Порги и Бесс» (1937). Будучи талантливым пианистом, Гершвин также писал фортепианную музыку. Особую популярность завоевал его цикл прелюдий для фортепиано (англ. Three Preludes).
По мнению критиков, творчество Гершвина соединяло в себе традиции европейской музыкальной классики и афроамериканского фольклора. Композитор обладал высокой исполнительской культурой, а также умением разнообразить музыку сложными и интересными импровизациями.

## Классические произведения
| Название                                   | Оригинальное название         | Жанр                                | Год[≡] | Премьера                                                                       | Примечания  |
| ------------------------------------------ | ----------------------------- | ----------------------------------- | ------ | ------------------------------------------------------------------------------ | ----------- |
| Колыбельная                                | Lullaby                       | Струнный квартет                    | 1919   | 29 октября, 1967, Библиотека Конгресса; Джиллиардский струнный квартет         | [ 3 ] [ 4 ] |
| Голубой понедельник (опера)                | Blue Monday                   | Одноактная опера                    | 1922   | 28 августа, 1922, театр Лант-Фонтан, Нью-Йорк; дирижёр — Пол Уайтмен           | [ 5 ]       |
| Рапсодия в стиле блюз                      | Rhapsody in Blue              | Рапсодия                            | 1924   | 12 февраля, 1924, Эолиан-Холл, Нью-Йорк; дирижёр — Пол Уайтмен                 | [ 6 ]       |
| Короткая история                           | Short Story                   | Дуэт для скрипки и фортепиано       | 1925   | 8 февраля, 1925, Клуб Университета Нью-Йорка                                   | [ 7 ]       |
| Концерт фа-мажор                           | Concerto in F                 | Концерт                             | 1925   | 3 декабря, 1925, Карнеги-Холл, Нью-Йорк; дирижёр — Уолтер Дэмрош               | [ 8 ]       |
| Американец в Париже                        | An American in Paris          | Симфоническая поэма                 | 1928   | 13 декабря, 1928, Карнеги-Холл, Нью-Йорк; дирижёр — Уолтер Дэмрош              | [ 9 ]       |
| Сон                                        | Dream Sequence                | Интерлюдия                          | 1929   | —                                                                              | [ 10 ]      |
| Вторая рапсодия                            | Second Rhapsody               | Рапсодия                            | 1931   | 29 января, 1932, Бостонский симфонический зал; дирижёр — Сергей Кусевицкий     | [ 11 ]      |
| Кубинская увертюра                         | Cuban Overture                | Симфоническая поэма                 | 1932   | 16 августа, 1932, Стадион Льюисона; дирижёр — Джордж Гершвин                   | [ 12 ]      |
| Увертюра к мюзиклу «Пусть гремит оркестр!» | Strike Up the Band! ouverture | Увертюра                            | 1934   | —                                                                              | [ 13 ]      |
| Марш к мюзиклу «Пусть гремит оркестр!»     | Strike Up the Band! march     | Марш                                | 1934   | —                                                                              | [ 13 ]      |
| Вариации на тему «Я поймал ритм»           | I Got Rhythm variations       | Вариации для фортепиано с оркестром | 1934   | 14 января, 1934, Бостонский симфонический зал; дирижёр — Чарльз Превин         | [ 14 ]      |
| Порги и Бесс                               | Porgy and Bess                | Опера                               | 1935   | 30 сентября, 1935, Бостонский Колониальный театр; дирижёр — Александр Смолленс | [ 15 ]      |
| Кэтфиш-Роу                                 | Catfish Row                   | Сюита                               | 1936   | 21 января, 1936, Академия музыки в Филадельфии; дирижёр — Александр Смолленс   | [ 16 ]      |
| Музыка к фильму «Потанцуем?»               | Shall We Dance? score         | Музыка к фильму                     | 1937   | —                                                                              | [ 17 ]      |

## Сочинения для фортепиано
| Название                                | Оригинальное название               | Жанр                          | Год[≡] | Примечания |
| --------------------------------------- | ----------------------------------- | ----------------------------- | ------ | ---------- |
| Танго                                   | Tango                               | Танго                         | 1915   | [ 18 ]     |
| Пульс Риальто                           | Rialto Ripples                      | Рэгтайм                       | 1917   | [ 10 ]     |
| Ночи в Лаймхаусе                        | Limehouse Nights                    | Рэгтайм                       | —      | [ 19 ]     |
| Новелетта в квартах                     | Novelette in Fourths                | Дуэт для скрипки и фортепиано | 1919   | [ 20 ]     |
| Блюз три четверти                       | Three-Quarter Blues                 | Вальс                         | 1923   | [ 21 ]     |
| Прелюдия                                | Prelude                             | Прелюдия                      | 1923   | [ 22 ]     |
| Романтик                                | Romantic                            | Пьеса                         | 1925   | [ 23 ]     |
| Три прелюдии                            | Three Preludes                      | Прелюдии                      | 1926   | [ 18 ]     |
| Мисс из Швейцарии                       | Swiss Miss                          | Пьеса                         | 1926   | [ 24 ]     |
| Машины сошли с ума                      | Machinery Gone Mad                  | —                             | 1927   | [ 10 ]     |
| Голубой понедельник                     | Blue Monday                         | Сюита                         | 1927   |            |
| Весёлый Эндрю                           | Merry Andrew                        | Пьеса                         | 1928   | [ 25 ]     |
| Вальс из трёх нот                       | Three-Note Waltz                    | Вальс                         | 1931   | [ 23 ]     |
| Переложение восьми песен для фортепиано | Piano Transcriptions of Eight Songs | —                             | 1932   |            |
| Для Лили Понс                           | For Lily Pons                       | —                             | 1934   | [ 25 ]     |
| Песенник Джорджа Гершвина               | George Gershwin’s Song-Book         | Пьесы                         | 1934   |            |
| Урок французского балета                | French Ballet Class                 | Галоп                         | 1937   | [ 26 ]     |
| Импровизация в двух тональностях        | Impromptu in Two Keys               | Пьеса                         | 1973   | [ 27 ]     |
| Два вальса до-мажор                     | Two Waltzes in C                    | Вальсы                        | 1975   | [ 18 ]     |
| Бессонная ночь                          | Sleepless Night                     | —                             | —      | [ 28 ]     |
| Саттон                                  | Sutton Place                        | —                             | —      |            |

## Музыка для театральных постановок и шоу
| Название                       | Оригинальное название           | Слова                                       | Год[≡] | Премьера                                                 | Примечания    |
| ------------------------------ | ------------------------------- | ------------------------------------------- | ------ | -------------------------------------------------------- | ------------- |
| Пассинг-шоу 1916               | Passing Show of 1916            | Гарольд Эттеридж                            | 1916   | 22 июня, театр «Зимний сад», Нью-Йорк; 140 представлений | [ 29 ]        |
| Хитчи-Ку 1918                  | Hitchy-Koo of 1918              | Глен Макдоноу Ирвинг Сизар                  | 1918   | 6 июня, театр «Глобус», Нью-Йорк; 68 представлений       | [ 29 ]        |
| Дамы идут первыми              | Ladies First                    | Гарри Б. Смит                               | 1918   | 24 октября, театр Бродхерста; 164 представления          | [ 29 ]        |
| Полдевятого                    | Half Past Eight                 | Фред Кэрилл                                 | 1918   | Мюзикл был отменён в процессе репетиций                  | [ 29 ]        |
| Доброе утро, судья!            | Good Morning, Judge             | Ирвинг Сизар                                | 1918   | 6 февраля, театр Шуберта; 140 представлений              | [ 29 ]        |
| Леди в красном                 | The Lady in Red                 | Энн Колдуэлл                                | 1919   | 12 мая, театр Лирики; 48 представлений                   | [ 30 ]        |
| Ля, ля, Люсиль                 | La La Lucille                   | Артур Джексон Ирвинг Сизар Бадди Дасилва    | 1919   | 26 мая, театр Генри Миллера; 104 представления           | [ 30 ]        |
| Полуночная суета Морриса Геста | Morris Gest’s Midnight Whirl    | Джон Генри Мирс Бадди Дасилва               | 1919   | 27 декабря, театр Сенчури Гроув; 110 представлений       | [ 30 ]        |
| Синбад                         | Sinbad                          | Гарольд Эттеридж Бадди Дасилва Ирвинг Сизар | 1919   | Декабрь (точное число неизвестно)                        | [ 30 ]        |
| Здравствуй, Мейбл              | Dere Mable                      | Джон Ходжес Ирвинг Сизар                    | 1920   | Мюзикл был отменён в процессе репетиций                  | [ 30 ]        |
| Карнавал Эда Винна             | The Ed Wynn Carnival            | Лу Пэйли                                    | 1920   | 5 апреля, театр Нового Амстердама; 150 представлений     | [ 31 ]        |
| «Скандалы 1920» Джорджа Уайта  | George White’s Scandals of 1920 | Артур Джексон                               | 1920   | 7 июня, театр «Глобус»; 134 представления                | [ 31 ]        |
| Лавка влюблённых               | The Sweetheart Shop             | Энн Колдуэлл                                | 1920   | 31 августа, театр «Кникербокер»; 55 представлений        | [ 31 ]        |
| От Пикадилли до Бродвея        | Piccadilly to Broadway          | Рэй Гоетц Глен Макдоноу                     | 1920   | Мюзикл был отменён в процессе репетиций                  | [ 31 ]        |
| Бродвейские зарисовки 1920     | Broadway Brevities of 1920      | Блэйр Трейнор                               | 1920   | 29 сентября, театр «Зимний сад»; 105 представлений       | [ 31 ]        |
| Опасная горничная              | A Dangerous Maid                | Айра Гершвин                                | 1921   | Мюзикл был отменён в процессе репетиций                  | [ 31 ]        |
| Снимки 1921                    | Snapshots of 1921               | Рэй Гоетц                                   | 1921   | 2 июня, театр «Селуин»; 44 представления                 | [ 32 ]        |
| «Скандалы 1921» Джорджа Уайта  | George White’s Scandals of 1921 | Артур Джексон                               | 1921   | 11 июля, театр Свободы; 97 представлений                 | [ 32 ]        |
| Круглый дурак                  | The Perfect Fool                | Эд Уинн                                     | 1921   | 7 ноября, театр Джорджа М. Коэна; 256 представлений      | [ 32 ]        |
| Ради Бога!                     | For Goodness Sake               | Артур Джексон                               | 1922   | 20 февраля, театр Лирики; 103 представления              | [ 32 ]        |
| Французская кукла              | The French Doll                 | Бадди Дасилва Рэй Гоетц                     | 1922   | 20 февраля, театр «Лицеум»; 120 представлений            | [ 32 ]        |
| Перчинки 1922                  | Spice of 1922                   | Бадди Дасилва                               | 1922   | 6 июля, театр «Зимний сад»; 73 представления             | [ 33 ]        |
| «Скандалы 1922» Джорджа Уайта  | George White’s Scandals of 1922 | Айра Гершвин Бадди Дасилва Рэй Гоетц        | 1922   | 28 августа, театр «Глобус»; 88 представлений             | [ 33 ]        |
| Наша Нелл                      | Our Nell                        | Айра Гершвин Уильям Дэли                    | 1922   | 4 декабря, театр Норы Бэйес; 40 представлений            | [ 33 ]        |
| Танцующая девушка              | The Dancing Girl                | Гарольд Эттеридж                            | 1923   | 24 января, театр «Зимний сад»; 126 представлений         | [ 33 ]        |
| Радуга                         | The Rainbow                     | Брайан Хукер Клиффорд Грей                  | 1923   | 3 апреля, театр «Эмпайр»; 113 представлений              | [ 33 ]        |
| «Скандалы 1923» Джорджа Уайта  | George White’s Scandals of 1923 | Рэй Гоетц Бадди Дасилва Баллард Макдональд  | 1923   | 18 июня, театр «Глобус»; 168 представлений               | [ 34 ]        |
| Маленькая мисс Синяя Борода    | Little Miss Bluebeard           | Бадди Дасилва Айра Гершвин                  | 1923   | 28 августа, театр «Лицеум»; 175 представлений            | [ 34 ]        |
| Шуточки 1923                   | Nifties of 1923                 | Бадди Дасилва Ирвинг Сизар                  | 1923   | 25 сентября, театр «Фултон»; 47 представлений            | [ 34 ]        |
| Сладкий маленький дьявол       | Sweet Little Devil              | Бадди Дасилва                               | 1924   | 21 января, театр «Астор»; 120 представлений              | [ 34 ]        |
| «Скандалы 1924» Джорджа Уайта  | George White’s Scandals of 1924 | Бадди Дасилва Баллард Макдональд            | 1924   | 30 июня, театр «Аполло»; 192 представления               | [ 34 ]        |
| Примула                        | Primrose                        | Айра Гершвин Десмонд Картер                 | 1924   | 11 сентября, театр «Зимний сад»; 225 представлений       | [ 35 ]        |
| Леди, будьте добры!            | Lady, Be Good!                  | Айра Гершвин                                | 1924   | 1 декабря, театр Свободы; 330 представлений              | [ 35 ]        |
| Расскажи мне ещё               | Tell Me More!                   | Айра Гершвин Бадди Дасилва                  | 1925   | 13 апреля, театр Веселья; 100 представлений              | [ 35 ]        |
| Встань на цыпочки              | Tip-Toes                        | Айра Гершвин                                | 1925   | 28 декабря, театр Свободы; 194 представления             | [ 36 ]        |
| Песня пламени                  | Song of the Flame               | Отто Харбах Оскар Хаммерстайн II            | 1925   | 30 декабря, театр «На 44-й улице»; 219 представлений     | [ 37 ]        |
| Американа                      | Americana                       | Айра Гершвин                                | 1926   | 26 июля, театр Белмонт; 224 представления                | [ 36 ]        |
| О’кей!                         | Oh, Kay!                        | Айра Гершвин Говард Диетц                   | 1926   | 8 ноября, Имперский театр; 256 представлений             | [ 38 ]        |
| Пусть гремит оркестр!          | Strike Up the Band              | Айра Гершвин                                | 1927   | 12 февраля 1998 года, Сити-центр; 5 представлений        | [ 38 ]        |
| Смешное лицо                   | Funny Face                      | Айра Гершвин                                | 1927   | 22 ноября, театр Элвина; 244 представлений               | [ 38 ]        |
| Розали                         | Rosalie                         | Айра Гершвин Пэлем Вудхауз                  | 1928   | 10 января, театр Нового Амстердама; 335 представлений    | [ 38 ]        |
| Девушка-сокровище              | Treasure Girl                   | Айра Гершвин                                | 1928   | 8 ноября, театр Элвина; 68 представлений                 | [ 39 ]        |
| Фарфоровая игрушка             | Ming Toy                        | Айра Гершвин                                | 1929   | Мюзикл не был завершён                                   | [ 40 ]        |
| Девушка из шоу                 | Show Girl                       | Айра Гершвин Гас Кан                        | 1929   | 2 июля, театр Зигфелда; 111 представлений                | [ 41 ] [ 38 ] |
| Безумная                       | Girl Crazy                      | Айра Гершвин                                | 1930   | 14 октября, 272 представления                            | [ 42 ] [ 38 ] |
| О Тебе пою                     | Of Thee I Sing                  | Айра Гершвин                                | 1931   | 26 декабря, 441 представление                            | [ 11 ] [ 38 ] |
| Прости мой английский          | Pardon My English               | Айра Гершвин                                | 1933   | 20 января, 46 представлений                              | [ 43 ]        |
| Пусть едят пирожные            | Let ’Em Eat Cake                | Айра Гершвин                                | 1933   | 21 октября                                               | [ 44 ]        |
| Порги и Бесс                   | Porgy and Bess                  | Айра Гершвин Дюбоз Хейуорд                  | 1935   | 10 октября                                               | [ 38 ]        |

## Эстрадные песни
Данный перечень включает песни в исполнении самого Джорджа Гершвина, которые были записаны на лентах для фортепиано в период с 1916 по 1926 год.
| Название                             | Год[≡] | Примечания |
| ------------------------------------ | ------ | ---------- |
| When You Want ’Em, You Can’t Get ’Em | 1916   | [ 46 ]     |
| Swanee                               | 1918   | [ 47 ]     |
| Come To The Moon                     | 1919   | [ 48 ]     |
| Tee-oodle-um Bum-bo                  | 1919   | [ 49 ]     |
| Scandal Walk                         | 1920   | [ 50 ]     |
| Idle Dreams                          | 1920   | [ 51 ]     |
| On My Mind The Whole Night Long      | 1920   | [ 52 ]     |
| Drifting Along With The Tide         | 1921   | [ 53 ]     |
| So Am I                              | 1925   | [ 54 ]     |
| Kicking The Clouds Away              | 1925   | [ 55 ]     |
| That Certain Feeling                 | 1925   |            |
| Sweet And Low Down                   | 1926   | [ 56 ]     |

## Музыка к фильмам
| Название                   | Слова        | Год[≡] | Комментарий                                                                                                 | Примечания    |
| -------------------------- | ------------ | ------ | --- | ------------- |
| The Sunshine Trail         | Айра Гершвин | 1923   | | [ 57 ] [ 58 ] |
| Delicious                  | Айра Гершвин | 1931   | | [ 59 ] [ 60 ] |
| «Потанцуем?»               | Айра Гершвин | 1937   | | [ 61 ] [ 62 ] |
| «Девичьи страдания»        | Айра Гершвин | 1937   | | [ 63 ] [ 64 ] |
| «Безумства Голдвина»       | Айра Гершвин | 1938   | Гершвин не дожил до премьеры фильма. Часть музыки, написанной им, была завершена Верноном Дюком             | [ 65 ] [ 64 ] |
| «Скандальная мисс Пилгрим» | Айра Гершвин | 1947   | Кей Свифт сделала несколько аранжировок не опубликованных ранее работ Гершвина                              | [ 66 ] [ 67 ] |
| «Американец в Париже»      | Айра Гершвин | 1951   | Фильм основан на сюжете одноимённой симфонической поэмы Гершвина, его музыка частично используется в фильме | [ 68 ] [ 69 ] |
| «Поцелуй меня, глупенький» | Айра Гершвин | 1964   | В фильме использовались не опубликованные ранее песни Гершвина                                              | [ 70 ] [ 71 ] |